# Bristol Brabazon
Bristol Typ 167 Brabazon – brytyjski samolot pasażerski dalekiego zasięgu z okresu po II wojnie światowej.

## Historia
Pod koniec grudnia 1942 roku w Wielkiej Brytanii utworzono specjalny komitet od nazwiska przewodniczącego zwanego Komitetem Brabazon, którego zadaniem było opracowanie założeń i wytycznych dla cywilnego transportu lotniczego po zakończeniu wojny na terenie Imperium brytyjskiego oraz uniezależnienia go od dostaw amerykańskich. Swoje założenia komitet ogłosił w 1944 roku ustalając, że do dalszego rozwoju lotnictwa cywilnego potrzebne będą samoloty pięciu typów, jako typ I określono samolot pasażerski dalekiego zasięgu, zdolny przewieźć 100 pasażerów na trasie Londyn – Nowy Jork bez lądowania. 
Na podstawie rekomendacji komitetu w wytwórni Bristol Aeroplane Company rozpoczęto prace nad budową samolotu pasażerskiego dalekiego zasięgu, którego koncepcję oparto na projektach budowy ciężkiego tzw. 100-tonowego samolotu bombowego. Ten projekt otrzymał fabryczną nazwę typ 167. Miał to być samolot o konstrukcji metalowej, mogący przewieźć 100 pasażerów na trasie do 8000 km. 
W listopadzie 1944 roku ostatecznie ustalono projekt samolotu, który otrzymał oznaczenie fabryczne jako typ 167 (numer 168 miała otrzymać wersja wojskowa tego samolotu). Według projektu był to samolot o konstrukcji całkowicie metalowej, dolnopłat, napędzany ośmioma silnikami, przy czym silniki były połączone w pary i całkowicie mieściły się w skrzydłach. Prototyp został ukończony 4 października 1947 roku. 
Aby samolot mógł wystartować, należało przedłużyć pas startowy na lotnisku fabrycznym, więc pierwszy lot samolotu odbył się dopiero w dniu 4 września 1949 roku. Następnie przeprowadzono szereg lotów w celu otrzymania niezbędnych certyfikatów, co wymagało wykonania co najmniej 400 godzin lotów. Przed osiągnięciem jednak tego czasu w 1953 roku samolot został uszkodzony, zrezygnowano jego naprawy i dalszych prac nad nim. 
Po zbudowaniu pierwszego prototypu rozpoczęto budowę drugiego, z tym że miano w nim zastosować tylko 4 silniki o mocy 7100 KM, zamiast dotychczasowych 8 silników o mocy 2650 KM. Prototyp nie został jednak zbudowany wobec zakończenia w 1953 roku prac nad tym typem samolotu.
Ostatecznie wyprodukowano tylko jeden samolot, który otrzymał nazwę Brabazon.

## Użycie w lotnictwie
Samolot Bristol Brabazon był tylko prototypem, którego używano do lotów badawczych i próbnych, przez pilotów fabrycznych firmy Bristol Aeroplane Company.

## Opis techniczny
Samolot Bristol Brabazon był dolnopłatem o konstrukcji całkowicie metalowej. Kabiny zakryta, przedział pasażerski wyposażony w 100 miejsc. Napęd samolotu stanowiło 8 silników gwiazdowych o mocy 2650 KM, połączone w tandemy, w całości schowanych w skrzydłach. Każdy tandem napędzał dwa przeciwbieżne śmigła. Zbiorniki paliwa umieszczone były w skrzydłach. Podwozie trójkołowe chowane w locie.